# Tündérkert (regény)
A Tündérkert Móricz Zsigmond 1922-ben megjelent regénye. (A közvélekedés, sőt a szakirodalom elterjedt tévedése, hogy a Nyugat kezdte el közölni, holott a valóságban a Pesti Napló, mégpedig az 1921. március 6-i számától, napi folytatásokban.) A mű az Erdély-trilógia első kötete és a XVII. századi Erdély politikai és társadalmi világát eleveníti meg. Az író kortársa, Schöpflin Aladár szerint a regény "a 20. századi magyar irodalom legnagyobb és legsikeresebb erőfeszítése múltunk birtokbavételére".
A Tündérkertben két XVII. századi erdélyi fejedelem, Báthory Gábor és Bethlen Gábor élete kerül bemutatásra. Báthory Gábor a fiatal fejedelem, aki élvezi az életet és mértéktelen életstílusával eléri, hogy még a saját emberei is ellene forduljanak. Vele ellentétben Bethlen Gábor igazi mintaalak a regényben, aki mindig jól átgondolta cselekedetét  és igyekezett mindenben segíteni a népnek.

## Főbb szereplők
| Szereplő neve     | Szerep                                          |
| ----------------- | ----------------------------------------------- |
| Báthory Gábor     | Erdély fejedelme                                |
| Bethlen Gábor     | Főkapitány, majd később Erdély fejedelme        |
| Géczy András      | Báthory egyik embere, később fejedelem-aspiráns |
| Imreffy           | A kancellár és Báthory bizalmasa                |
| Palotsay Anna     | Báthory felesége                                |
| Imreffyné         | A kancellár felesége és Báthory szeretője       |
| Török Katalin     | Báthory szeretője                               |
| Károlyi Zsuzsanna | Bethlen Gábor felesége                          |

## Műfaji sajátosságok
A történelmi regényben mindig valamilyen történelmi kor vagy esemény kerül bemutatásra. A főszereplő lehet történelmi személy vagy fiktív alak is. Amennyiben a főszereplő karaktere fiktív, a mellékszereplők közt valós történelmi szereplők is vannak. Ez a műfaj a XIX. században –a romantika korában- vált közkedveltté, mert ebben az időszakban rendkívül fontossá vált a nemzeti hovatartozás, ugyanakkor ezzel el lehetett kerülni a cenzúrát is.

## Feldolgozások
2023-ban a regényből Madarász Isti rendezésében Tündérkert – Kísértések kora címen 8 részes televíziós sorozat készült, melyben a főbb szerepeket Katona Péter Dániel (Báthory Gábor), Bokor Barna (Bethlen Gábor) és Rajkai Zoltán (Géczy András) alakították. A sorozatot 2023-ban mutatta be a Duna Televízió.